# Carnotiet
Het mineraal carnotiet is een gehydrateerd kalium-uranium-vanadaat met de molecuulformule K2(UO2)2(VO4)2·3(H2O).

## Eigenschappen
Het gele, geelgroene of goudgele carnotiet heeft een lichtgele streepkleur, een parelglans en een perfecte splijting volgens het kristalvlak [001]. De gemiddelde dichtheid is 4,2 en de hardheid is 2. Het kristalstelsel is monoklien en het mineraal is zeer sterk radioactief. Het heeft een API gamma ray waarde van 3.928.699,75.
Het mineraal bevat ongeveer 63% uraanoxide en is daarom een belangrijk uraniumerts. Carnotiet komt voor in poedervorm of losse aggregaten en is zelden kristallijn. Het is vrijwel uitsluitend via röntgendiffractie te onderscheiden van andere uraanmineralen.

## Naamgeving
Het mineraal carnotiet is genoemd naar de Franse scheikundige M. A. Carnot (1839 - 1920).

## Voorkomen
Carnotiet wordt voornamelijk gevonden in sedimentaire gesteenten die zijn afgezet in water dat rijk was aan vanadium en uraan. De typelocatie van het mineraal is de Rajah-mijn, Uravan, Montrose County, Colorado en het wordt verder onder meer gevonden in de Anderson mijn in Yavapai County, Verenigde Staten.